# Ulrich Hopp
Pour les articles homonymes, voir Hopp.
Ulrich Hopp est un astronome allemand.

## Biographie
Il est diplômé en physique en 1983 de l'Université libre de Berlin, et a obtenu un doctorat en astronomie en 1988 de l'Université Ruprecht Karl d'Heidelberg. Après avoir travaillé à l'Observatoire de Calar Alto pour l'Institut Max-Planck d'astronomie et à l'Observatoire de l'Université Louis-et-Maximilien de Munich, en 2005, il est devenu directeur de l'Observatoire Wendelstein en Bavière.
Le Centre des planètes mineures le crédite de la découverte de l'astéroïde (5879) Almérie effectuée le 8 février 1992 avec la collaboration de Kurt Birkle.